# Rupornis magnirostris
La poiana beccogrosso o poiana delle strade (Rupornis magnirostris Gmelin, 1788) è un uccello della famiglia degli Accipitridi, diffuso nel continente americano. È l'unica specie del genere Rupornis.

## Descrizione

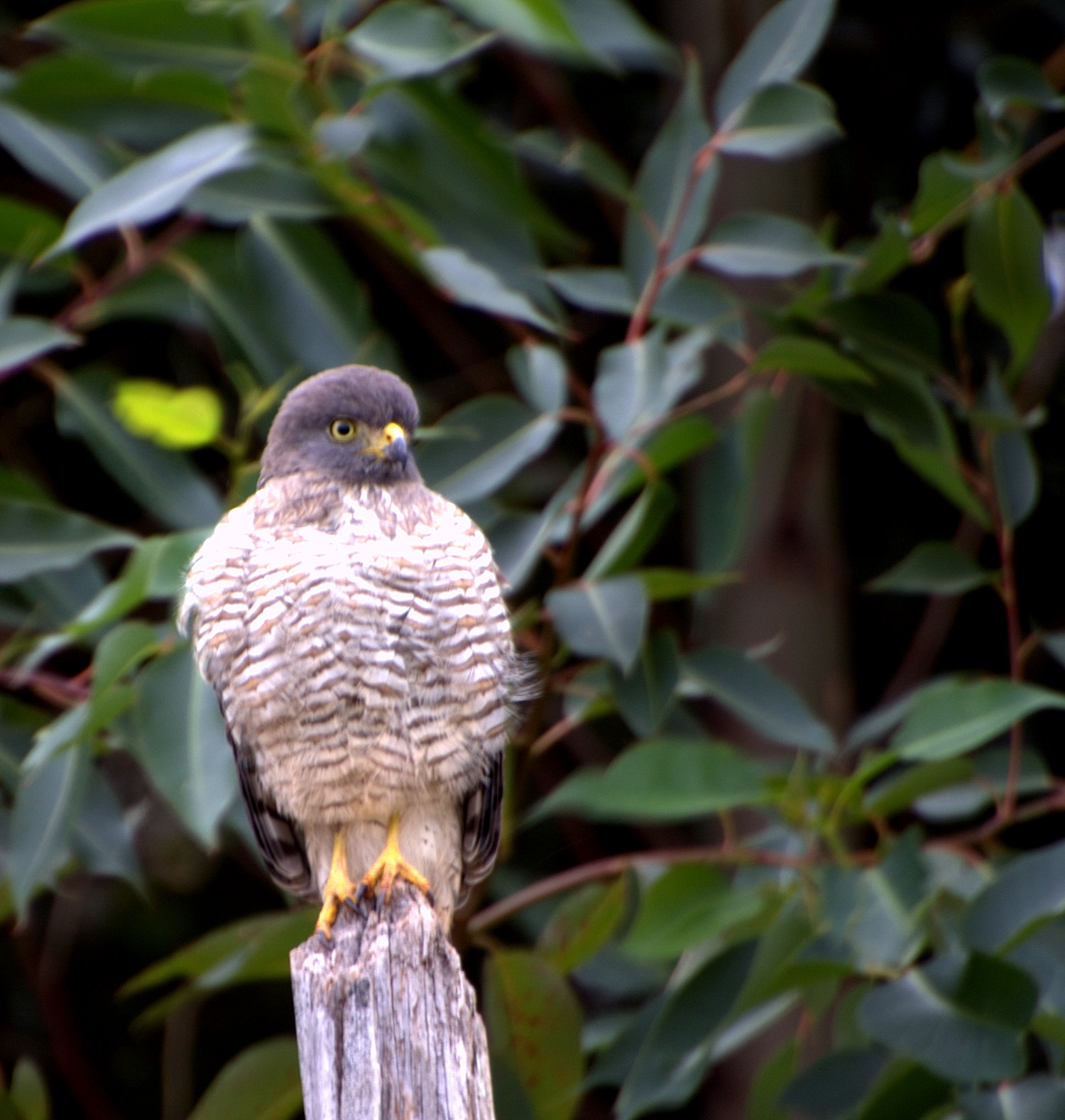
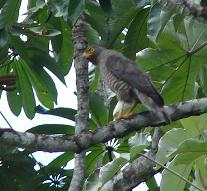

## Distribuzione e habitat
Questo uccello è molto comune in tutto il suo areale, comprendente Messico, America Centrale e quasi tutto il Sudamerica ad est della Cordigliera delle Ande, dalle coste settentrionali sul Mar dei Caraibi all'Argentina nord-orientale.
Fuorché nelle foreste più fitte, vive in ogni genere di ecosistema, perfino nelle aree urbane, tanto che è con ogni probabilità il rapace diurno che si avvista con più facilità nelle città sudamericane.

## Sistematica
Rupornis magnirostris ha dodici sottospecie:
- R. magnirostris magnirostris (Gmelin, JF, 1788)
- R. magnirostris alius Peters, JL & Griscom, 1929
- R. magnirostris conspectus  Peters, JL, 1913
- R. magnirostris gracilis  Ridgway, 1885
- R. magnirostris griseocauda (Ridgway, 1874)
- R. magnirostris magniplumis (Bertoni, W, 1901)
- R. magnirostris nattereri (Sclater, PL & Salvin, 1869)
- R. magnirostris occiduus Bangs, 1911
- R. magnirostris pucherani (Verreaux, J & Verreaux, E, 1855)
- R. magnirostris ruficaudus  (Sclater, PL, & Salvin, 1869)
- R. magnirostris saturatus (Sclater, PL & Salvin, 1876)
- R. magnirostris sinushonduri (Bond, 1936)